# Krzysztof Mamiński
Krzysztof Wacław Mamiński (ur. 26 stycznia 1957 w Warszawie) – polski działacz związkowy, menedżer kolejowy, w latach 2017–2024
prezes PKP SA.

## Życiorys
Syn Ryszarda i Ireny z domu Wilk. Jest absolwentem Technikum Elektroniczno-Mechanicznego im. Marcina Kasprzaka w Warszawie (1976). Studiował na Wydziale Zarządzania i Ekonomiki Przedsiębiorstw Uniwersytetu Warszawskiego. Jest absolwentem ekonomii na Wydziale Zarządzania i Ekonomiki Usług Uniwersytetu Szczecińskiego. Ukończył studia podyplomowe: Europejski Model Zarządzania w Wyższej Szkole Przedsiębiorczości i Zarządzania im. L. Koźmińskiego w Warszawie. Był zatrudniony w Przedsiębiorstwie Elektromechanicznym w Warszawie (1976-1980). Pracę dla PKP rozpoczął w 1980 na stanowisku konserwatora sprzętu komputerowego w Ośrodku Informatyki Centralnej Dyrekcji Okręgowej Kolei Państwowych w Warszawie. Został członkiem Komisji Krajowej NSZZ „Solidarność”. Pełnił tam funkcje przewodniczącego Sekcji Krajowej Kolejarzy i Sekretariatu Transportowców (1990-1998).
W latach 1998–2002 zasiadał w zarządzie Polskich Kolei Państwowych, najpierw jako członek zarządu ds. restrukturyzacji, a następnie ds. pracowniczych. Następnie był prezesem Związku Pracodawców Kolejowych i spółki zależnej PKP – KPT-W „Natura Tour”. W latach 2012–2013 pełnił funkcję pełnomocnika zarządu ds. dialogu społecznego w Grupie PKP, a przez następne trzy lata – prezesa przedsiębiorstwa z Grupy PKP CS Szkolenie i Doradztwo.
Od 13 kwietnia 2016 był prezesem zarządu Przewozów Regionalnych (pełnił jego obowiązki od 18 marca tego samego roku). 3 marca 2017 został prezesem PKP. 26 października tego samego roku powierzono mu pełnienie obowiązków prezesa PKP Cargo. 8 lipca 2021 wybrany przewodniczącym Międzynarodowego Związku Kolei UIC. 29 marca 2024 przestał pelnić funkcję prezesa PKP.

## Odznaczenia
- Srebrny Krzyż Zasługi (2000)[9]
- Krzyż Kawalerski Orderu Odrodzenia Polski (2008)[10]
- Krzyż Oficerski Orderu Odrodzenia Polski (2024)[11]
- 2021: Medal Stulecia Odzyskanej Niepodległości[12]
- 2023: Medal Ordynariatu Polowego „Błogosławiony ksiądz Jerzy Popiełuszko"[13]

## Życie prywatne
Z pierwszego małżeństwa ma dwoje dzieci. Jego druga żona, Barbara Mamińska, zginęła 10 kwietnia 2010 w katastrofie lotniczej w Smoleńsku. Trzecią żoną jest Grażyna Mamiński, dyrektor Biura Kadr w PKP PLK.